# Little Tokyo (Los Angeles)
Little Tokyo – dzielnica w śródmieściu Los Angeles w Kalifornii w USA. Jest jedną z trzech japońskich dzielnic, obok istniejących w San Francisco i San Jose w Stanach Zjednoczonych. Inne nazwy to Lil' Tokyo, J-Town lub Shō-tokyo (w języku japońskim). Powierzchnia – 0,33 km², liczba ludności – 1043 mieszkańców. Dzielnica jest wpisana do rejestru National Historic Landmark i National Register of Historic Places.
Centrum kulturalno-społeczne ludności pochodzenia japońskiego w południowej Kalifornii. W dzielnicy znajdują się muzea i teatr, a także restauracje, kluby i sklepy japońskie oraz świątynie buddyjskie.

## Położenie
Little Tokyo znajduje się na wschód od Civic Center. Ograniczone jest ulicami: Alameda Street, Temple Street, San Pedro Street, 1st Street, Los Angeles Street i 3rd Street.